# Одностатеві шлюби в штаті Нью-Йорк
Одностатеві шлюби в штаті Нью-Йорк почали реєструватися  з 24 липня 2011.  Вони були легалізовані 24 червня 2011  Законодавчими Зборами штату Нью-Йорк та губернатором Ендрю Куомо.
В 2006, Апеляційний Суд Нью-Йорка вирішив, що в штаті Нью-Йорк не існує конституційного права на одностатеві шлюби. Після цього рішення Апеляційного суду, Асамблея штату Нью-Йорк дозволила легалізацію одностатевих шлюбів у 2007, 2009 та 2011 роках. Але 2 грудня 2009 року, Сенат штату Нью-Йорк відмовив у легалізації одностатевих шлюбів зі співвідношенням голосів 38-24. Після обговорень між республіканськими представниками Сенату та губернатором Ендрю Куомо, беручи до уваги захист від дискримінаційних позовів для релігійних груп і неурядових організацій, 24 червня 2011 року, закон про одностатеві шлюби, відомий як Акт Рівності Шлюбів пройшов голосування Державного Сенату з співвідношенням голосів 33-29. Губернатор Ендрю Куомо підписав Акт тієї ж ночі, що дозволило закону вступити в силу з 24 липня 2011 року.